# Toegangspoort van het Burgerweeshuis
De toegangspoort van het Burgerweeshuis is een monumentale poort van het voormalig Burgerweeshuis in Amersfoort.

## Achtergrond
In 1550 werd het St Nicolaasweeshuis in Amersfoort opgericht, later beter bekend was als het Burgerweeshuis. Vanaf 1611 was het weeshuis gevestigd in het voormalig klooster Mariënhof. In 1612 werd aan de Zuidsingel de toegangspoort gebouwd. Boven de boog is een schildering te zien van twee weeskinderen, gemaakt door de Amersfoortse schilder Jordanus Hoorn.

## Beschrijving
De poort is opgetrokken in hardsteen, met kroonlijst over de hele breedte. Aan weerszijden van de entree zijn  pilasters geplaatst, die zijn verdeeld in rechthoekige blokken. De toegang heeft een omlijsting met rondboog en sluitsteen, deze kan worden afgesloten met een ijzeren hekwerk. Op een verdiept vlak boven de entree is een schildering te zien van een weesmeisje en -jongen, met tussen hen in een bord met het opschrift "BURGER WEESHUIS". Daarboven is het wapen van Amersfoort afgebeeld.

## Waardering
De poort werd in 1966 als rijksmonument opgenomen in het monumentenregister.